# آرنه بورگ
آرنه بورگ (به انگلیسی: Arne Borg) (زادهٔ ۱۸ اوت ۱۹۰۱) شناگر اهل است.